# Kristina Forsberg
Kristina Forsberg, född 1973 i Sundsvall, är en svensk konstnär. Hon arbetar i måleri, teckning, grafik, textil och fotografi med ett abstraherande formspråk som resulterar i föreställande bilder.
Den föreställande bilden ger bilddjup, men samtidigt betonas medvetet den platta ytan. I många bilder och objekt är människan ett återkommande motiv, även om Forsberg huvudsakligen är specialiserad på husmotiv.